# Horatio Sanz

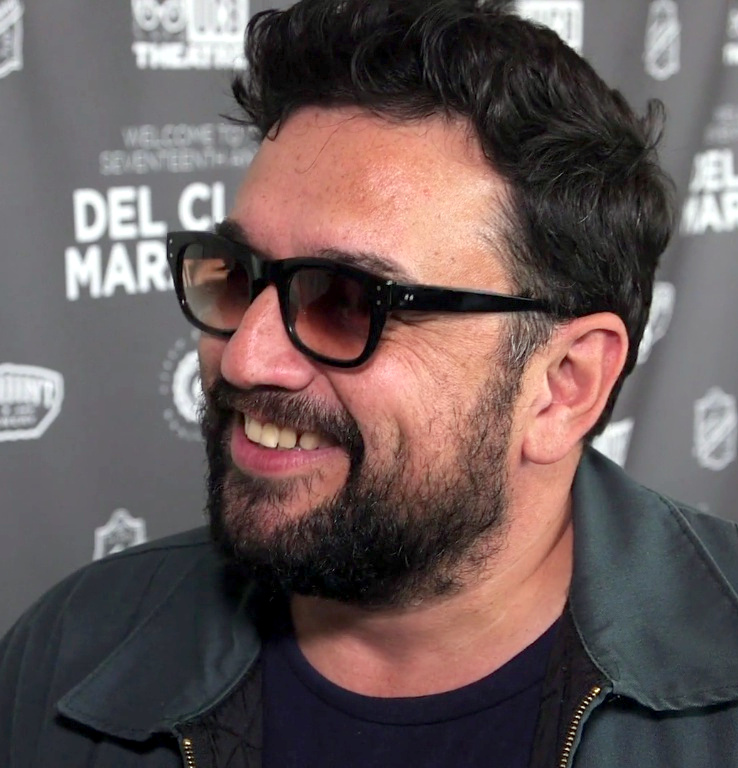
Horatio Sanz

Horatio Sanz (Santiago, 4 juni 1969) is een Amerikaans komiek en acteur die bekend werd door zijn rol in Saturday Night Live.
Sanz is geboren in Santiago (Chili) en groeide op in Chicago.
Sanz speelde de rol van Mythrol in seizoen 1 en 2 van de televisieserie The Mandalorian op Disney+ van 2019 tot 2020. Ook sprak Sanz de stem in van Duncan in de animatiefilms Wreck-It Ralph (2012) en Ralph Breaks the Internet (2018). 
- Biblioteca Nacional de España: XX1699008
- Bibliothèque nationale de France: cb14644353z (data)
- Gemeinsame Normdatei: 1061984907
- International Standard Name Identifier: 0000 0000 0883 6911
- Library of Congress Control Number: no2010084712
- MusicBrainz: 2fe16ce9-6b11-4be7-8bfa-72118c14754f
- Virtual International Authority File: 269396
- WorldCat: E39PBJf8x3xcY4ytHM7CJxyrv3